# Stefan Pries
Stefan Pries (* 13. Mai 1982 in Elmshorn) ist ein ehemaliger deutscher Handballspieler, der von 2013 bis 2015 als Spielertrainer tätig war.

## Karriere
Pries begann im Jahr 1989 das Handballspielen beim SV Rot-Weiß Kiebitzreihe. Nachdem der Rückraumspieler anschließend für zwei Jahre beim MTV  Heide gespielt hatte, schloss er sich im Jahr 2000 der SG Flensburg-Handewitt an. In der Saison 2004/05 gehörte er dem Kader der Bundesligamannschaft an. Ab 2005 ging Pries für den Zweitligisten TV Emsdetten auf Torejagd. Im Jahr 2007 wechselte Pries zum Ligarivalen Ahlener SG und zwei Jahre später zum SV Post Schwerin. Vor der Saison 2011/12 wechselte Pries zum Drittligisten SV Henstedt-Ulzburg, mit dem er am Saisonende in die 2. Bundesliga aufstieg. Nachdem Henstedt-Ulzburg ein Jahr später wieder abgestiegen war, schloss sich Pries der U23-Mannschaft von der SG Flensburg-Handewitt an, bei der er in der Saison 2013/14 als Spielertrainer tätig war. In der Saison 2014/15 war er aus zeitlichen Gründen nur noch als spielender Co-Trainer bei der SG tätig. Anschließend wollte Pries eigentlich seine Karriere beenden, jedoch entschied er sich kurz vor dem Saisonbeginn 2015/16 seine Laufbahn beim DHK Flensborg fortzusetzen. Im Mai 2016 verließ er den DHK Flensborg. Ab dem Mai 2017 spielte bis zum Saisonende 2016/17 beim Drittligisten HSG Nord HU. Anschließend beendete er seine Karriere. Seit 2018 trainiert er eine Jugendmannschaft bei der SG Flensburg-Handewitt. Pries gab im Dezember 2018 sein Comeback im Drittligateam der SG Flensburg-Handewitt, für die er bis zum Saisonende 2018/19 aktiv war.

## Privates
Seine Frau Bente spielte Handball beim Zweitligisten TSV Nord Harrislee und trainiert heute ebenfalls ein Jugendteam der SG Flensburg-Handewitt. Sein verstorbener Vater Roberto spielte fünf Mal für die deutsche Handballnationalmannschaft an und spielte für Grambke Bremen und die Reinickendorfer Füchse acht Spielzeiten lang in der Handball-Bundesliga. Des Weiteren ist er mit dem Handballspieler Stefan Schröder verschwägert.